# Paul Henning (Volleyballspieler)
Paul Henning (* 28. September 1997 in Erfurt) ist ein deutscher Volleyball- und Beachvolleyballspieler.

## Karriere Hallenvolleyball
Henning begann seine Karriere am Pierre-de-Coubertin-Gymnasium, einem Sportgymnasium in seiner Heimatstadt Erfurt, nachdem er vom Hochsprung zum Volleyball gekommen war. Anschließend spielte er für den VC Gotha. 2014 ging er zum Volleyball-Internat Frankfurt. 2015 wurde er erstmals in die Junioren-Nationalmannschaft berufen, mit der er an der Europameisterschaft teilnahm. In der Saison 2016/17 war der Mittelblocker mit einem Doppelspielrecht mit dem Internat in der Zweiten Liga und mit dem VC Olympia Berlin in der Bundesliga aktiv. Danach wechselte er zum Erstligisten TV Rottenburg. Mit dem Verein belegte er in der Saison 2017/18 den zehnten Platz in der Bundesliga. 2018 wechselte er zum Ligakonkurrenten United Volleys Frankfurt. Mit den Frankfurtern schied er im DVV-Pokal und in den Bundesliga-Playoffs jeweils im Viertelfinale gegen die SVG Lüneburg aus. Außerdem nahm er an der Champions League teil, in der die Hessen als Neuling bis in die Gruppenphase kamen. Nach einer Saison 2020/21 beim Ligakonkurrenten Volleyball Bisons Bühl kehrte Henning zu den United Volleys zurück, wo er Ende 2021 seine Hallenkarriere beendete.

## Karriere Beachvolleyball
Henning spielte sporadisch von 2014 bis 2020 mit diversen Partnern meist unterklassig Beachvolleyball. Seit 2022 bildete er mit dem deutschen Meister Sven Winter am DVV-Stützpunkt in Hamburg ein Duo. Im Mai gewannen Henning/Winter das zweite Turnier der German Beach Tour 2022 in Düsseldorf.
Auf der World Beach Pro Tour 2023 standen Henning/Winter bei den Future-Turnieren in Satun und Madrid im Finale, konnten beide Spiele aber nicht gewinnen. Beim Elite16-Turnier in Hamburg erreichte das Duo das Viertelfinale. Bei der deutschen Meisterschaft wurden sie Dritte.
2024 spielte Henning zunächst mit Bennet Poniewaz. Auf der German Beach Tour in Düsseldorf und in Bremen sowie beim World Pro Tour Future im italienischen Cervia erreichten die beiden Platz jeweils zwei. Mit der deutschen Auswahl wurden Henning/Poniewaz beim Finale des CEV Nations Cup in Jūrmala Fünfte. Nach zwei Turnieren an der Seite von Philipp Huster spielte Henning im Juli auf der German Beach Tour mit Daniel Kirchner zweimal in München und erreichte die Plätze eins und zwei. Mit Maximilian Just gewann er im August auch das erste Turnier in Kühlungsborn, nahm an der Beachvolleyball-Europameisterschaft 2024 in den Niederlanden teil und erreichte beim internationalen Elite16-Turnier in Hamburg Platz neun. Am Ende der Saison wurde er zum MVP (Most Valuable Player) gekürt. Die deutsche Meisterschaft verpasste er aufgrund eines Zehenbruchs am Vortag des Turniers. Mit Lui Wüst erreichte Henning auf der World Pro Tour 2024 bei den drei letzten Challenge-Turnieren in Asien die Plätze dreizehn, sieben und zwei.
Bei den ersten Turnieren in Mexiko auf der World Pro Tour 2025 schieden Henning/Wüst beim Challenge in Yucatán bereits nach der Gruppenphase aus und erreichten beim Elite16 in Quintana Roo Platz fünf. Auf der German Beach Tour 2025 gewannen sie das erste Turnier in Düsseldorf. Im Juni wurden sie beim Challenge-Turnier in Stare Jabłonki Dritte. Im Juli gewannen sie das zweite Turnier in München. Im August erreichen sie bei der Europameisterschaft 2025 in Düsseldorf und beim Challenge-Turnier in Baden jeweils Platz neun sowie beim Elite16 in Montreal Platz fünf.